# آنتونیو ریواس (بازیکن فوتبال، زاده ۱۹۵۱)
آنتونیو ریواس (اسپانیایی: Antonio Rivas‎؛ زادهٔ ۴ نوامبر ۱۹۵۱) بازیکن فوتبال اهل کلمبیا بود.
از باشگاه‌هایی که در آن بازی کرده‌است می‌توان به باشگاه فوتبال سانتا فه اشاره کرد.